# Jełowo (Kraj Permski)
Jełowo (ros. Елово) – wieś (sieło) w Rosji, w Kraju Permskim, ośrodek administracyjny rejonu jełowskiego. W 2010 liczyła 5345 mieszkańców.